# Internationale Afrika-Gesellschaft

Flagge der Gesellschaft

Die Internationale Afrika-Gesellschaft, auch Internationale Afrika-Vereinigung oder kurz Internationale Assoziation, (französisch Association Internationale Africaine, AIA) war eine 1876 gegründete Gesellschaft zur Koordinierung der internationalen humanitären und wissenschaftlichen Arbeit in Afrika. Sie diente dem belgischen König, Leopold II., als Scheinorganisation für seine kolonialen Pläne.

## Geschichte
Die Internationale Afrika-Gesellschaft wurde auf der von Leopold II. einberufenen internationalen geographischen Konferenz in Brüssel mit einem aus vier Personen bestehenden Exekutivkomitee gegründet. Als ihr erster Präsident wurde einstimmig Leopold für ein Jahr gewählt. Alle Konferenzteilnehmer mit Ausnahme Großbritanniens gründeten in ihren Heimatländern nationale Komitees.
Die einzige Sitzung des Komitees fand im Juni 1877 statt. Auf dieser wurde eine von Sansibar ausgehende Expedition genehmigt, die eine Niederlassung der Gesellschaft am Tanganjikasee gründen sollte. Außerdem wurde Leopold abermals als Präsident gewählt sowie die Flagge mit einem goldenen Stern auf blauem Hintergrund festgelegt. Der Vertraute Leopolds, Henry Shelton Sanford, wurde ins Exekutivkomitee, dem das Recht zugesprochen worden war, eigenständig Expeditionen zu genehmigen, aufgenommen.
Als Generalsekretär der Gesellschaft ernannte Leopold 1877 den belgischen Diplomaten Jules Greindl. Im selben Jahr beauftragte die AIA den Afrikaforscher und Entdecker Henry Morton Stanley mit der Durchführung ausgedehnter Expeditionen in Zentralafrika, nachdem dieser zuvor vergeblich hoffte, dass die britische Regierung seine Vorhaben unterstützen würde.